# Gomecello
Gomecello là một đô thị ở tỉnh Salamanca, phía tây Tây Ban Nha, cộng đồng tự trị Castile-Leon. Đô thị này có cự ly 16 kilômét so với thành phố tỉnh lỵ Salamanca và có dân số 512 người.

## Địa lý
Đô thị này có diện tích 20.70 km².
Đô thị này nằm ở khu vực có độ cao 2334 metres trên mực nước biển.
Mã số bưu chính là 37420.